# Alina Baraz
Alina Baraz (russisch Алина Бараз; * 24. September 1993 in Cleveland, Ohio) ist eine US-amerikanische Sängerin und Songwriterin.

## Leben
Baraz ist die Tochter russischer Eltern und die erste ihrer Geschwister, die in den USA geboren wurde. Sie besuchte die Mayfield High School.
2015 erschien im Label Ultra Records die erste EP Urban Flora. Die EP erreichte Platz 111 der US-Albumcharts. Baraz wechselte zum Label Mom + Pop Music und brachte 2018 das Album The Color of You heraus. Das Album schaffte es auf Platz 59 der Charts.
Am 5. Mai 2020 sollte das zweite Studioalbum It Was Divine als Debütalbum im Label Mom + Pop Music erscheinen, allerdings wurde der Release des Albums um eine Woche vorher auf den 24. April 2020 verlegt.

## Diskografie

### Studioalben
- 2018: The Color of You (Mom + Pop Music, Erstveröffentlichung 6. April 2018)
- 2020: It Was Divine (Mom + Pop Music, Erstveröffentlichung 24. April 2020)

### EPs
- 2015: Urban Flora (Ultra Records, Erstveröffentlichung 19. Mai 2015)

### Singles
- 2014: Fantasy (US: Gold)
- 2015: Make You Feel (mit Galimatias, US: Gold)
- 2017: Electric (feat. Khalid, UK: Silber)

## Auszeichnungen für Musikverkäufe
| Goldene Schallplatte - Dänemark - 2024: für das Lied Gone |

| Land/RegionAuszeichnungen für Musikverkäufe (Land/Region, Auszeichnungen, Verkäufe, Quellen) | Silber  | Gold     | Platin | Verkäufe  | Quellen     |
| -------------------------------------------------------------------------------------------- | ------- | -------- | ------ | --------- | ----------- |
| Dänemark (IFPI)                                                                              | —       | Gold1    | —      | 45.000    | ifpi.dk     |
| Vereinigte Staaten (RIAA)                                                                    | —       | 2× Gold2 | —      | 1.000.000 | UK riaa.com |
| Vereinigtes Königreich (BPI)                                                                 | Silber1 | —        | —      | 200.000   | bpi.co.uk   |
| Insgesamt                                                                                    | Silber1 | 3× Gold3 | —      |           |             |